# Paraconger californiensis
Paraconger californiensis és una espècie de peix pertanyent a la família dels còngrids.

## Descripció
- Pot arribar a fer 60 cm de llargària màxima (normalment, en fa 40).
- Cos cilíndric i molt allargat.
- Ulls ben desenvolupats.
- El dors varia entre el marró clar i el groc, el ventre és pàl·lid i les aletes fosques o negres.[5][6][7]

## Hàbitat
És un peix marí, demersal i de clima tropical (24°N-1°S) que viu fins als 50 m de fondària.

## Distribució geogràfica
Es troba al Pacífic oriental: des del golf de Califòrnia fins al Perú.

## Observacions
És inofensiu per als humans.